# Déborah Mutund
 (août 2021).
 (août 2021).
La mise en forme du texte ne suit pas les recommandations de Wikipédia : il faut le « wikifier ».
Les points d'amélioration suivants sont les cas les plus fréquents. Le détail des points à revoir est peut-être précisé sur la page de discussion.
- Les titres sont pré-formatés par le logiciel. Ils ne sont ni en capitales, ni en gras.
- Le texte ne doit pas être écrit en capitales (les noms de famille non plus), ni en gras, ni en italique, ni en « petit »…
- Le gras n'est utilisé que pour surligner le titre de l'article dans l'introduction, une seule fois.
- L'italique est rarement utilisé : mots en langue étrangère, titres d'œuvres, noms de bateaux, etc.
- Les citations ne sont pas en italique mais en corps de texte normal. Elles sont entourées par des guillemets français : « et ».
- Les listes à puces sont à éviter, des paragraphes rédigés étant largement préférés. Les tableaux sont à réserver à la présentation de données structurées (résultats, etc.).
- Les appels de note de bas de page (petits chiffres en exposant, introduits par l'outil «  Source ») sont à placer entre la fin de phrase et le point final[comme ça].
- Les liens internes (vers d'autres articles de Wikipédia) sont à choisir avec parcimonie. Créez des liens vers des articles approfondissant le sujet. Les termes génériques sans rapport avec le sujet sont à éviter, ainsi que les répétitions de liens vers un même terme.
- Les liens externes sont à placer uniquement dans une section « Liens externes », à la fin de l'article. Ces liens sont à choisir avec parcimonie suivant les règles définies. Si un lien sert de source à l'article, son insertion dans le texte est à faire par les notes de bas de page.
- La présentation des références doit suivre les conventions bibliographiques. Il est recommandé d'utiliser les modèles {{Ouvrage}}, {{Chapitre}}, {{Article}}, {{Lien web}} et/ou {{Bibliographie}}. Le mode d'édition visuel peut mettre en forme automatiquement les références.
- Insérer une infobox (cadre d'informations à droite) n'est pas obligatoire pour parachever la mise en page.

Pour une aide détaillée, merci de consulter Aide:Wikification.
Si vous pensez que ces points ont été résolus, vous pouvez retirer ce bandeau et améliorer la mise en forme d'un autre article.
 (août 2021).
Déborah Mutund née à Kolwezi (République démocratique du Congo),  est une entrepreneure congolaise dans le secteur de la beauté, animatrice de télévision, consultante en relations publiques et mannequin international. Elle présente depuis septembre 2020 la première émission-débat panafricaine francophone, Le Chœur des femmes, diffusé quotidiennement sur Canal+ Afrique. 
Elle réside aujourd’hui à Abidjan en Côte d’Ivoire.[réf. nécessaire]
Elle milite pour les droits des femmes, la promotion des savoir-faire africains et pour plus de diversité dans les métiers de la mode et de la beauté.
Elle est modèle grande taille depuis plus de dix ans et est une des ambassadrices du mouvement body positive[Quoi ?] sur le continent africain Déborah Mutund est une influenceuse suivie par plus de 300 000 internautes à travers le monde sur ses différents réseaux sociaux. 
Déborah est la sœur de la chanteuse Barbara Kanam,

## Formation
Entièrement formée sur le continent africain, Déborah Mutund a suivi toutes ses études primaires et secondaires, d'abord en Côte d’Ivoire et en République démocratique du Congo, avant d’intégrer Varsity College, une université au Cap en Afrique du Sud. Diplômée d’un bachelor en relations publiques et gestion d’image, elle revendique être un produit made in Africa et fruit de l’enseignement panafricain. 
Ces différentes expériences font de Déborah Mutund une professionnelle de la communication et des médias, totalement bilingue français-anglais aujourd’hui.

## Parcours professionnel
Aujourd’hui animatrice de l’émission phare de la chaîne Canal+Elle sur le bouquet Canal+Afrique, elle a été chroniqueuse pendant une saison avant d’en prendre les rênes depuis septembre 2020. Cette émission conçue sur-mesure pour le public africain féminin est l’occasion pour l’animatrice de couvrir un éventail large de sujets sur les modes de vie, mode, santé et sociétaux. Cette émission est diffusée chaque jour en prime time que Canal+Elles.[réf. nécessaire]
Déborah est également une entrepreneure qui a rencontré le succès en République démocratique du Congo grâce à l’ouverture du premier institut de beauté multi-services Josepha Cosmetics, qu’elle fonde avec ses sœurs. Cet institut permet à ses clients de trouver à un seul endroit tous les professionnels de la beauté (maquilleurs, coiffeurs, esthéticiennes…) avec une qualité de produits et services premium. Depuis, elle travaille à l’ouverture d’instituts dans de nouvelles capitales africaines et le lancement de produits de beauté fabriqué au Congo pour faire de la marque une référence dans son secteur. 